# Laurits Laurberg Kongslev
Laurits Laurberg Kongslev (19. august 1737 i Nørhå Sogn i Thy – 4. april 1783 i Sorø) var retslærd.
Han var søn af Troels Christensen Kongslev og Kirstine Dorothea Lauridsdatter født Laurberg og fødtes 19. august 1737 i Nørhå i Thy, hvor faren var præst. 1755 blev han student fra Aalborg Latinskole. 1756 tog han filosofisk eksamen og opholdt sig derefter som lærer i forskellige familier, indtil han 1765 som hovmester fulgte den unge kammerjunker Benzon fra Sohngaardsholm til Sorø, hvor han blev repetent (underlærer) ved Akademiet. Fra denne stilling indgav han 1771 ansøgning om embedet som matematisk professor ved Odense Gymnasium med den motivering, "at jeg i 16 år har lagt mig efter de matematiske Videnskaber og i de sidste 8 Aar gjort samme til mit Hovedstudium". Han fik ikke embedet og indgav så samme år ansøgning om det ved Erichsens forflyttelse ledigblevne embede som professor juris ved Akademiet i Sorø. Ved ansøgningens indgivelse var Kongslev ikke juridisk kandidat, men man trak sagen ud, og efter at han 16. maj 1772 var bleven juridisk kandidat, fik han 4. juni samme år sin udnævnelse. 1771 ægtede han Helene Paludan, datter af præsten Jens Hansen Paludan til Thorslunde og Ishøj og Charlotte Helene Wichmann født Hasebart. 4. april (ikke marts) 1783 døde han efter længere tids svagelighed i Sorø.
Foruden nogle småting har Kongslev udgivet Den danske og norske private Rets første Grunde. 1. bind (1781) indeholder som indledning lovhistorien og den private rets 1. bog, om personernes ret (derunder familieretten). 2. bind (1782), om tingsret, giver 2. bog, om tingenes umiddelbare ret (derunder arveretten og om kontrakter i almindelighed samt om køb og salg), og 3. bog, om den middelbare tingsret (adskillige kontrakter). Det var forfatterens hensigt at fortsætte med en fremstilling af strafferet og proces, men døden hindrede ham i fuldendelsen af det livlig skrevne og vel gennemtænkte værk. Kongslev nævnes blandt den kreds af mænd i Sorø, der ved deres veltalenhed gjorde sig fortjente af modersmålet.